# Acraga
Acraga is een geslacht van vlinders van de familie Dalceridae.

## Soorten
- A. angulifera Schaus, 1905
- A. arcifera Dyar, 1910
- A. canaquitam Dyar, 1925
- A. caretta Dyar, 1910
- A. ciliata (Walker, 1855)
- A. coa Schaus, 1892
- A. concolor (Walker, 1865)
- A. conda Dyar, 1911
- A. cosmia Dognin, 1911
- A. ferruginea Hopp, 1922
- A. flava (Walker, 1855)
- A. hamata Schaus, 1910
- A. infusa Schaus, 1905
- A. isothea Dognin, 1914
- A. leberna (Druce, 1890)
- A. mariala Dognin
- A. melinda (Druce, 1898)
- A. meridensis Dognin, 1907
- A. moorei Dyar, 1898
- A. moribunda Schaus, 1920
- A. obscura (Schaus, 1896)
- A. ochracea Walker, 1855
- A. perbrunnea Dyar, 1927
- A. umbrifera (Schaus, 1905)